# パクスアメリカーナ (競走馬)
パクスアメリカーナ（Pax Americana）は、日本の競走馬。主な勝ち鞍は2019年の京都金杯(GIII)。馬名の意味は「アメリカによる平和」。全姉は2012年のヴィクトリアマイルを制したホエールキャプチャ。

## 戦績
2015年2月10日に北海道新ひだか町の千代田牧場で誕生。
栗東・中内田充正厩舎に入厩。2017年8月13日の新潟芝1600mの新馬戦でデビューしたが、左回りの直線で内にモタれてしまい4着に敗れる。
デビュー3戦目の未勝利戦で勝ち上がると、次戦のこぶし賞(500万下)でもケイアイノーテックを撃破して連勝。続くアーリントンカップでタワーオブロンドンの2着に入って賞金を加算し、NHKマイルカップへと駒を進めた。しかし、新馬戦以来2度目となる左回りでまたも直線で内にササる面が出て6着に敗れた。7ヶ月の休養明けのリゲルステークスでは2着に4馬身差をつける圧勝で復帰戦を飾った。
2019年は始動戦の京都金杯で1番人気に応えて快勝し、初の重賞勝ちを収めた。休養明けのマイラーズカップでは上がり3F32秒1の末脚で3着に入ったが、レースの翌週に左前脚の骨折が判明し、長期の休養に入った。
2021年8月15日の関屋記念で2年4ヵ月ぶりに復帰したが9着と惨敗。その後は再び休養に入っていたが、2022年9月23日付けで競走馬登録を抹消され、現役を引退した。引退後は北海道新ひだか町のレックススタッドで種牡馬となる。

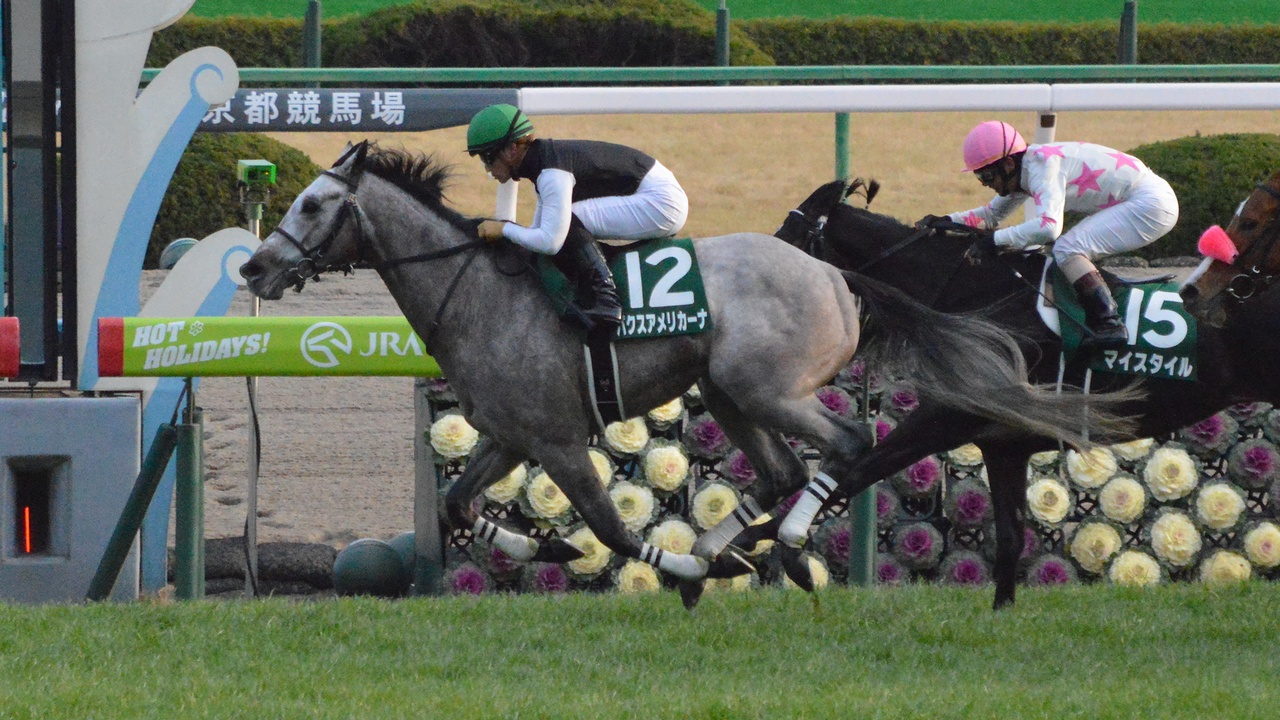
京都金杯
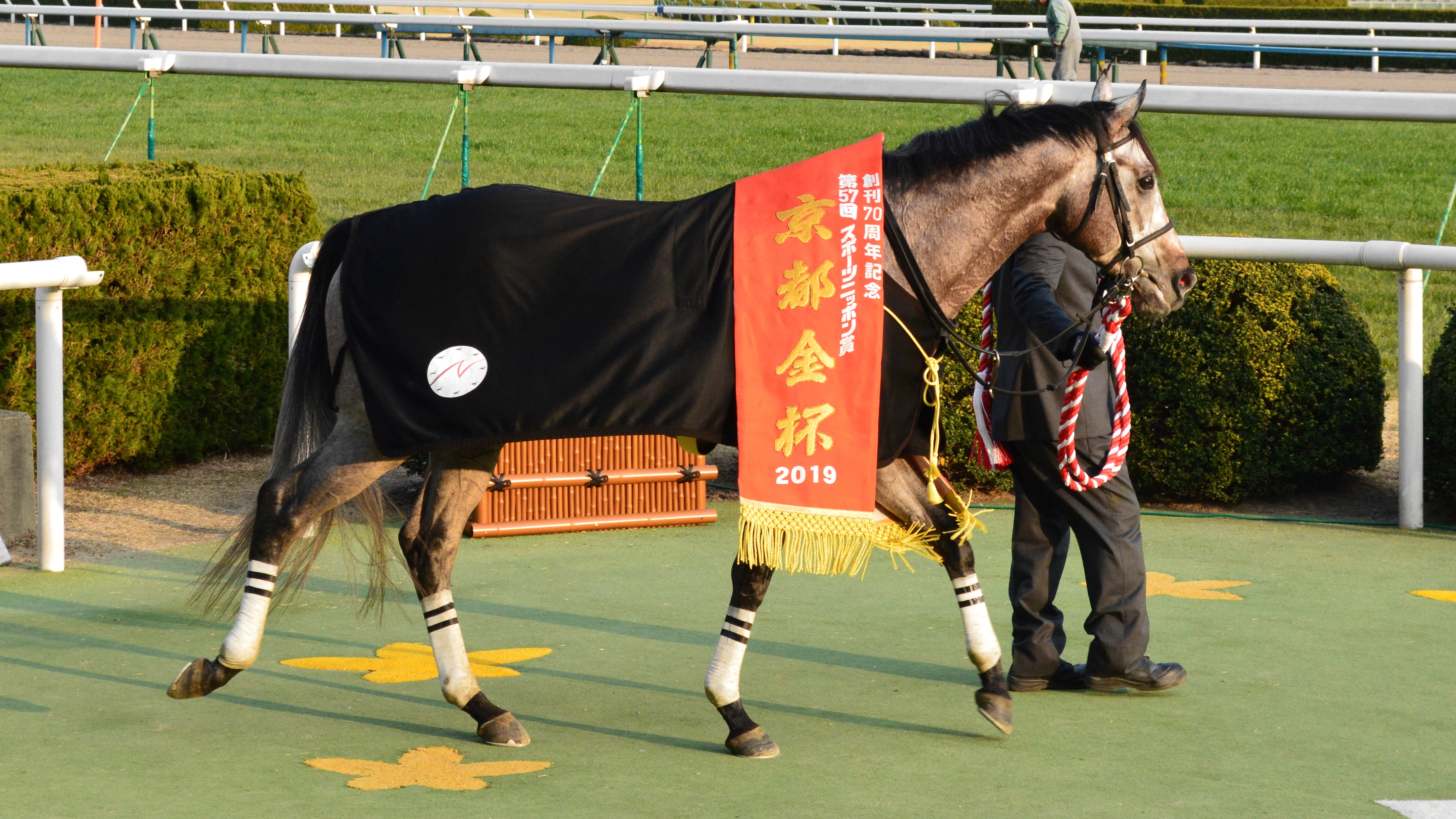

## 競走成績
以下の内容は、netkeiba.comの情報に基づく。
| 競走日     | 競馬場 | 競走名        | 格      | 距離（馬場）  | 頭 数 | 枠 番 | 馬 番 | オッズ （人気） | 着順 | タイム （上り3F） | 着差 | 騎手      | 斤量 [kg] | 1着馬（2着馬）         | 馬体重 [kg] |
| ---------- | ------ | ------------- | ------- | ------------- | ----- | ----- | ----- | --------------- | ---- | ----------------- | ---- | --------- | --------- | ---------------------- | ----------- |
| 2017.08.13 | 新潟   | 2歳新馬       |         | 芝1600m（良） | 18    | 8     | 16    | 003.50（1人）   | 04着 | R1:37.6（33.8）   | -0.5 | 0川田将雅 | 54        | クレバーバード         | 488         |
| 0000.10.15 | 京都   | 2歳未勝利     |         | 芝1600m（良） | 11    | 5     | 5     | 007.40（4人）   | 03着 | R1:35.9（34.4）   | -0.2 | 0川田将雅 | 55        | メガリージョン         | 482         |
| 0000.11.11 | 京都   | 2歳未勝利     |         | 芝1600m（稍） | 12    | 8     | 12    | 003.20（2人）   | 01着 | R1:34.5（35.8）   | -0.2 | 0川田将雅 | 55        | （ラセット）           | 470         |
| 2018.02.10 | 京都   | こぶし賞      | 500万下 | 芝1600m（稍） | 14    | 8     | 14    | 004.50（2人）   | 01着 | R1:35.7（36.2）   | -0.2 | 0川田将雅 | 56        | （ケイアイノーテック） | 470         |
| 0000.04.14 | 阪神   | アーリントンC | GIII    | 芝1600m（良） | 13    | 1     | 1     | 004.70（3人）   | 02着 | R1:33.5（34.4）   | -0.1 | 0川田将雅 | 56        | タワーオブロンドン     | 462         |
| 0000.05.06 | 東京   | NHKマイルC    | GI      | 芝1600m（良） | 18    | 5     | 10    | 009.60（4人）   | 06着 | R1:33.2（34.7）   | -0.4 | 0川田将雅 | 57        | ケイアイノーテック     | 464         |
| 0000.12.08 | 阪神   | リゲルS       | OP      | 芝1600m（良） | 11    | 1     | 1     | 003.20（2人）   | 01着 | R1:33.3（34.1）   | -0.7 | 0川田将雅 | 55        | （アサクサゲンキ）     | 468         |
| 2019.01.05 | 京都   | 京都金杯      | GIII    | 芝1600m（良） | 17    | 6     | 12    | 002.20（1人）   | 01着 | R1:34.9（34.8）   | -0.1 | 0川田将雅 | 55        | （マイスタイル）       | 470         |
| 0000.04.21 | 京都   | マイラーズC   | GII     | 芝1600m（良） | 10    | 2     | 2     | 012.40（4人）   | 03着 | R1:32.8（32.1）   | -0.2 | 0藤岡佑介 | 56        | ダノンプレミアム       | 462         |
| 2021.08.15 | 新潟   | 関屋記念      | GIII    | 芝1600m（良） | 17    | 8     | 18    | 030.40（9人）   | 09着 | R1:33.4（34.6）   | -0.7 | 0内田博幸 | 56        | ロータスランド         | 484         |

## 血統表
| パクスアメリカーナの血統      | パクスアメリカーナの血統                             | パクスアメリカーナの血統        | （血統表の出典）                | （血統表の出典） |
| 父系                          | ヴァイスリージェント系                               | ヴァイスリージェント系          | ヴァイスリージェント系          | [ § 2 ]          |
| 父 *クロフネ 1998 芦毛        | 父の父*フレンチデピュティ French Deputy 1992 栗毛    | Deputy Minister                 | Vice Regent                     | Vice Regent      |
| 父 *クロフネ 1998 芦毛        | 父の父*フレンチデピュティ French Deputy 1992 栗毛    | Deputy Minister                 | Mint Copy                       |                  |
| 父 *クロフネ 1998 芦毛        | 父の父*フレンチデピュティ French Deputy 1992 栗毛    | Mitterand                       | Hold Your Peace                 | Hold Your Peace  |
| 父 *クロフネ 1998 芦毛        | 父の父*フレンチデピュティ French Deputy 1992 栗毛    | Mitterand                       | Laredo Lass                     |                  |
| 父 *クロフネ 1998 芦毛        | 父の母*ブルーアヴェニュー Blue Avenue 1990 芦毛      | Classic Go Go                   | Pago Pago                       | Pago Pago        |
| 父 *クロフネ 1998 芦毛        | 父の母*ブルーアヴェニュー Blue Avenue 1990 芦毛      | Classic Go Go                   | Classic Perfection              |                  |
| 父 *クロフネ 1998 芦毛        | 父の母*ブルーアヴェニュー Blue Avenue 1990 芦毛      | Eliza Blue                      | Icecapade                       | Icecapade        |
| 父 *クロフネ 1998 芦毛        | 父の母*ブルーアヴェニュー Blue Avenue 1990 芦毛      | Eliza Blue                      | *コレラ                         |                  |
| 母 グローバルピース 2001 鹿毛 | 母の父*サンデーサイレンス Sunday Silence 1986 青鹿毛 | Halo                            | Hail to Reason                  | Hail to Reason   |
| 母 グローバルピース 2001 鹿毛 | 母の父*サンデーサイレンス Sunday Silence 1986 青鹿毛 | Halo                            | Cosmah                          |                  |
| 母 グローバルピース 2001 鹿毛 | 母の父*サンデーサイレンス Sunday Silence 1986 青鹿毛 | Wishing Well                    | Understanding                   | Understanding    |
| 母 グローバルピース 2001 鹿毛 | 母の父*サンデーサイレンス Sunday Silence 1986 青鹿毛 | Wishing Well                    | Mountain Flower                 |                  |
| 母 グローバルピース 2001 鹿毛 | 母の母*エミネントガール 1992 栗毛                    | Nashwan                         | Blushing Groom                  | Blushing Groom   |
| 母 グローバルピース 2001 鹿毛 | 母の母*エミネントガール 1992 栗毛                    | Nashwan                         | Height of Fashion               |                  |
| 母 グローバルピース 2001 鹿毛 | 母の母*エミネントガール 1992 栗毛                    | タレンティドガール              | *リマンド                       | *リマンド        |
| 母 グローバルピース 2001 鹿毛 | 母の母*エミネントガール 1992 栗毛                    | タレンティドガール              | チヨダマサコ                    |                  |
| 母系(F-No.)                   | ビューチフルドリーマー系(FN:12)                      | ビューチフルドリーマー系(FN:12) | ビューチフルドリーマー系(FN:12) | [ § 3 ]          |
| 5代内の近親交配               | なし                                                 | なし                            | なし                            | [ § 4 ]          |
| 出典                          | 1. 2. 3. 4.                                          | 1. 2. 3. 4.                     | 1. 2. 3. 4.                     | 1. 2. 3. 4.      |

- 全兄には2016年の京都ジャンプステークスを勝ったドリームセーリングがいる[10]。
- 母系は名牝系のビューチフルドリーマー系に属する[7]。